# Пояна-Бленкій (комуна)
Пояна-Бленкій (рум. Poiana Blenchii) — комуна у повіті Селаж в Румунії. До складу комуни входять такі села (дані про населення за 2002 рік):
- Гостіла (484 особи)
- Мегура (20 осіб)
- Пояна-Бленкій (746 осіб) — адміністративний центр комуни
- Фелкуша (91 особа)

Комуна розташована на відстані 367 км на північний захід від Бухареста, 54 км на схід від Залеу, 59 км на північ від Клуж-Напоки.

## Населення
За даними перепису населення 2002 року у комуні проживала 1341 особа.
Національний склад населення комуни:
| Національність | Кількість осіб | Відсоток |
| -------------- | -------------- | -------- |
| румуни         | 1247           | 93,0%    |
| цигани         | 90             | 6,7%     |
| угорці         | 4              | 0,3%     |

Рідною мовою назвали:
| Мова      | Кількість осіб | Відсоток |
| --------- | -------------- | -------- |
| румунська | 1248           | 93,1%    |
| циганська | 90             | 6,7%     |
| угорська  | 3              | 0,2%     |

Склад населення комуни за віросповіданням:
| Релігія       | Кількість осіб | Відсоток |
| ------------- | -------------- | -------- |
| православні   | 1133           | 84,5%    |
| п'ятдесятники | 164            | 12,2%    |
| баптисти      | 29             | 2,2%     |
| адвентисти    | 7              | 0,5%     |
| римо-католики | 3              | 0,2%     |
| юдеї          | 2              | 0,1%     |
| реформати     | 1              | 0,1%     |